# Tomáš Mojžíš
Tomáš Mojžíš (ur. 2 maja 1982 w Kolínie) – czeski hokeista. Reprezentant Czech.

## Kariera
- HC Pardubice U20 (1999-2000)
- Moose Jaw Warriors (2000-2001)
- Seattle Thunderbirds (2001-2003)
- Manitoba Moose (2003-2006)
- Vancouver Canucks (2006)
- Peoria Rivermen (2006-2007)
- St. Louis Blues (2007)
- Sibir Nowosybirsk (2000-2001)
- Houston Aeros (2008-2009)
- Minnesota Wild (2009)
- MODO (2009-2010)
- Dynama Mińsk (2010-2011)
- TPS (2011-2012)
- Sparta Praga (2012)
- HC Lev Praga (2012)
- Slovan Bratysława (2012-2014)
- HC Pardubice (2014)
- TPS (2014-2015)
- Bílí tygři Liberec (2015-2017)
- HC Pardubice (2017-2018)

Wychowanek HC Kolín. W latach 2000–2009 występował w Ameryce Północnej, głównie w rozgrywkach WHL i CHL. W lidze NHL grał w trzech zespołach - łącznie rozegrał 17 spotkań. Od 2012 roku gra w lidze KHL, najpierw w czeskim klubie HC Lev Praga. W styczniu 2013 roku został zawodnikiem Slovana Bratysława. Miesiąc później przedłużył kontrakt o rok. W styczniu 2014 przedłużył kontrakt ze Slovanem o dwa lata. Od końca września krótkoterminowo związany z macierzystym klubem z Pardubic. Od końca października 2014 do grudnia 2015 ponownie zawodnik fińskiego TPS. Od grudnia 2015 zawodnik Bílí tygři Liberec, związany trzyletnim kontraktem. We wrześniu 2017 wypożyczony do Pardubic.
Uczestniczył w turniejach mistrzostw świata w 2010, 2012.

## Sukcesy
Reprezentacyjne
- Brązowy medal mistrzostw świata juniorów do lat 18: 2002
- Złoty medal mistrzostw świata: 2010
- Brązowy medal mistrzostw świata: 2011, 2012

Klubowe
- Złoty medal mistrzostw Czech: 2016 z Bílí tygři Liberec
- Srebrny medal mistrzostw Czech: 2017 z Bílí tygři Liberec

Indywidualne
- WHL i CHL 2002/2003:
  - Pierwszy skład gwiazd WHL
  - Pierwszy skład gwiazd CHL